# Cunicultura
Cunicultura é o ramo da  Zootecnia que trata da criação de coelhos. Como atividade pecuária é o conjunto de procedimentos técnicos e práticos necessários à produção de carne, pele e pelos de coelho ou criação do animal em condições especiais para uso como cobaias[ligação inativa] de laboratório.

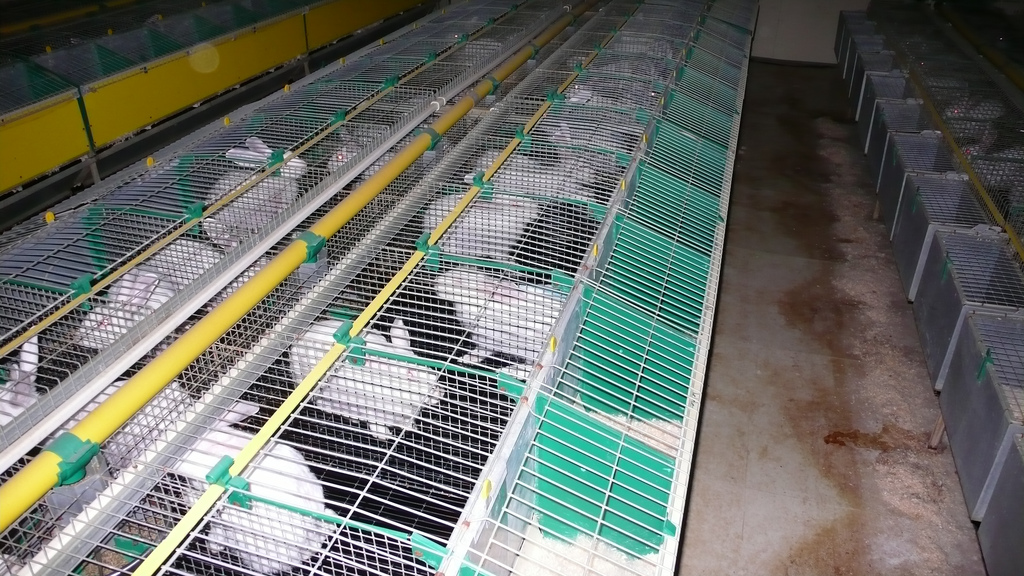
Cunicultura no Sistema Intensivo

Os coelhos são animas da ordem lagomorpha e não roedores como é conhecido popularmente. As diferenças entre essas duas ordens são dadas a partir de sua anatomia.
São animais de alta prolificidade, tendo de gestação de 30 dias em média e gerando por volta de 8 láparos por parto.